# Högtryck (musikalbum)
Högtryck är ett musikalbum av Ulf Lundell som släpptes den 25 maj 2005. Albumet är den andra delen i en skivtrilogi. Första delen var OK Baby OK och sista delen i trilogin heter Lazarus.

## Låtlista
1. Om det här är vintern
2. En bättre värld
3. Vitt regn
4. Kärlek på stan
5. Människa med människa
6. Öppen väg, öppen bil
7. Högtryck
8. Den dummaste djäveln i världen
9. Hatchepsuts tempel
10. Roadhouse Kirschheim
11. Den stora ensamheten utanför allt
12. Baby om morgonen

## Medverkande
- Ulf Lundell - sång, akustisk gitarr, elgitarr, munspel, rickenbacker 12:a
- Jan Bark - elgitarr, akustisk gitarr, rickenbacker 12:a, highstringgitarr, e-bow, dobroslide, mandolin, kör
- Jens Frithiof - elgitarr, 12-strängad akustisk gitarr, e-bow
- Surjo Benigh - bas, kör
- Andreas Dahlbäck - trummor, percussion, kör
- Marcus Olsson - hammondorgel, synth, piano, stråkarrangemang, farfisa, philicorda, mellotron, glockenspiel, harmonium, saxofon, kör

- Mattias Torell - elgitarr, 12-strängad akustisk gitarr, rickenbacker 12:a
- Monica Starck - kör
- Kerstin Ryhed-Lundin - kör
- Eva Landqvist - kör
- Britta Bergström - kör
- Anna Ternheim - sång
- Johan Lyander - piano
- Johan Lindström - pedal steel

- Malin My-Nilsson, Ulrika Westerberg, Carolina Valdermarsson, Andreas Forsman, Victoria Mårtensson och Maria Ekvall - violin
- Erik Holm och Sifvard Järrebring - viola
- Pelle Halvarsson och Anna Landberg - cello
- dirigent: Marcus Olsson

## Listplaceringar
| Lista (2005) | Topplacering |
| ------------ | ------------ |
| Norge        | 39           |
| Sverige      | 1            |